# San Miguel Tlacamama
San Miguel Tlacamama là một đô thị thuộc bang Oaxaca, México. Năm 2005, dân số của đô thị này là 3074 người.